# 小行星988
小行星988（988 Appella）是一颗围绕太阳公转的小行星。
該小行星以法國數學家保爾·埃米爾·阿佩爾命名。

## 参数
这颗小行星的绝对星等为11.20等，自转周期为120小时。